# نهائي دوري أبطال آسيا 2004
نهائي دوري أبطال آسيا 2004 هي مباراة النهائي الختامية لمسابقة دوري أبطال آسيا 2004، وهي النسخة الثلاثة والعشرون من بطولة الأندية الآسيوية لكرة القدم للمستوى الأعلى التي ينظمها الاتحاد الآسيوي لكرة القدم، والنهائي الثاني بنسخته الجديدة المنطلقة منذ عام 2003 تحت مسمى دوري أبطال آسيا. جمع بين نادي الاتحاد ونادي سونغنام. لعب نهائي الذهاب الاتحاد 1-3 سيونغنام في جدة في ملعب الأمير عبد الله ملعب الأمير عبدلله الفيصل. ولعب نهائي الإياب وقلب الاتحاد تأخره في الذهاب من 1-3 إلى فوز في الإياب 5-0. ليتوّج نادي الاتحاد باللقب الأول في تاريخه.

## تفاصيل المباراة
فاز الاتحاد السعودي في النهائي على نادي سونغنام الكوري الجنوبي بنتيجة 6–3 في مجموع المبارتين.
| الفريق الأول | إجم. | الفريق الثاني | مباراة الذهاب | مباراة الإياب |
| ------------ | ---- | ------------- | ------------- | ------------- |
| الاتحاد      | 3-6  | سونغنام       | 3-1           | 0-5           |

| الاتحاد     | 1–3 | سونغنام                                                 |
| ----------- | --- | ------------------------------------------------------- |
| رضا تكر 28' |     | دينيس لاكتيونوف 26' · كم دو هن 80' · Jang Hak-Young 88' |

| سونغنام | 0–5 | الاتحاد                                                                  |
| ------- | --- | ------------------------------------------------------------------------ |
|         |     | رضا تكر 29' · حمزة إدريس 45+4' · محمد نور 56'، 78' · مناف أبو شقير 90+5' |

فاز الاتحاد 6–3 في مجموع المبارتين.

## البطل
| دوري أبطال آسيا 2004 الاتحاد اللقب الاول |

## وصلات خارجية
- AFC Champions League 2004 Official Page (English)
- AFC Champions League 2004 at RSSSF.com